# Вахтанг V
Вахта́нг V (Шахнава́з; 1618—1675) — царь Картлийского царства (1658—1675) из ветви князей Багратион-Мухранских, усыновленный Ростом-ханом.  

## Биография
Картлийский царь Ростом усыновил и сделал Вахтанга наследником престола. В 1654 году в Персии его вынудили принять ислам и нарекли Шахнавазом.
Целью политики Вахтанга V являлось объединение Картли-Кахетинского царства и гегемония Картли над Западно-грузинским царством, усиление власти центра и ограничение власти князей, упорядочение внутренней жизни и содействие в развитии экономики страны.
Во внешней политике Вахтанг V признавал себя вассалом Персии и пытался сохранять мирные отношения со своими соседями. Это позволило вести восстановление и экономическое развитие страны.
Умертвив фактического правителя Кахетии Заала Арагвского Эристави, Вахтанг V расширил свою сферу влияния на Кахетию. Воспользовавшись волнениями в Имеретии и договорившись с главой Мингрелии Вамехом III Дадиани занял большую часть Имеретии и сделал правителем своего старшего сына Арчила (1661). Выдав племянницу Тамару замуж за правителя Мингрелии Вамеха III Дадиани, оформив дружественный союз с Гурийским правителем и абхазским правителем, заявившем о покорности, объединил под своей властью всю Грузию.
Однако вскоре под давлением Османской империи из Имеретии был изгнан Арчил. Стремясь укрепить царство, Вахтанг V попытался вернуть трон Кахетии, но его соперником на Кахетинский трон был внук Теймураза I — Эрекле (Ираклий), который при поддержке Ирана занял Кахетию.
Братья Луарсаб и Арчил бежали в Ахалцихе, откуда при помощи Османской империи пытались занять Имеретинский трон. В связи с этим в 1675 году шах Ирана вызвал Вахтанга V в Персию. По дороге в Иран царь заболел и скропостижно скончался. Похоронен в г. Кум.

## Семья
Был женат дважды, однако все его дети были от первого брака. Первым браком на Родам - дочери князя Каплана Бараташвили-Орбелишвили (Орбелиани). Второй раз он был вынужден жениться по приказу шаха на вдове царя Ростома Мариам Дадиани, дочери владетеля Мегрелии Манучара Дадиани.
- Арчил II, царь Кахети и Имерети.
- Георгий XI, царь Картли.
- Александр, царевич.
- Леван, царевич, отец царей Картли: Кайхосро, Вахтанга VI и Иессе
- Луарсаб, царевич
- Соломон, царевич.
- Тамара, царевна, была замужем за князем Гиви Амилахвари.
- дочь, царевна, была замужем за шахом Ирана Солтаном Хусейном (1694 — 1722)